# Kościół Świętej Trójcy w Węgrowie
Kościół Świętej Trójcy w Węgrowie – kościół parafii ewangelicko-augsburskiej Świętej Trójcy w Węgrowie

## Historia
Kościół został wzniesiony w latach 1836–1841 w stylu klasycystycznym z inicjatywy pastora Karola Tetfejlera dla reaktywowanej parafii luterańskiej w Węgrowie. Zastąpił stary drewniany kościół ewangelicki z XVII wieku, który do 1776 roku pełnił funkcje świątyni parafialnej, a później filiału ewangelickiej parafii Świętej Trójcy w Warszawie.

## Opis
Kościół jednonawowy, salowy, murowany, z wieżą nad kruchtą zwieńczoną piramidalnym dachem. W skromnym wnętrzu świątyni znajduje się drewniany ołtarz główny z obrazem olejnym Chrystus w Ogrójcu oraz chór muzyczny z organami.